# Arnošt Matyáš Mitrovský z Nemyšle
Arnošt Matyáš Mitrovský z Mitrovic a Nemyšle (německy Ernst Matthias Freiherr Mittrovsky von Mittrowitz und Nemischl, 1676 – 5. března 1748) pocházel ze slezské větve starého českého šlechtického rodu Mitrovských z Nemyšle. Působil jako zemský hejtman ve slezském Opavsku. Roku 1716 byl povýšen do českého stavu svobodných pánů a jeho synové založili tři moravské hraběcí rodové větve.

## Život
Narodil se jako syn Karla Mitrovského z Mitrovic a jeho manželky Heleny svobodné paní Sobkové z Kornic. Měl bratra Maxmiliána. Uvádí se rok narození 1676 i 1677.
Diplomem z 12. března 1716 byl Arnošt Matyáš rytíř Mitrovský z Nemyšle povýšen do panského stavu čili se stal baronem neboli svobodným pánem v Zemích koruny české.
Byl proslulý svou mírnou povahou a humanistickým cítěním. Svá panství na Moravě spravoval s laskavou pečlivostí a úspěšně. Díky jeho velkorysosti mohl být obnoven např. špitál města Bystřice nad Pernštejnem (panství koupil roku 1731 společně se zámkem v sousední Dolní Rožínce). V bystřickém kostele Nejsvětější Trojice také roku 1735 vybudoval rodinou hrobku.
Když po napadení Rakouska pruskými vojsky, přešla v roce 1742 část Slezska pod pruskou správu, byl Arnošt pověřen řízením zemské vlády v Opavě.
Později se přestěhoval zpět do Brna a úřad apoštolského syndikátu v Opavě poskytl řádu františkánů, k němuž choval zvláštní náklonnost.
Arnošt Matyáš Mitrovský svobodný pán z Mitrovic a Nemyšle zemřel 5. března 1748 a byl pohřben v Brně u františkánů při kostele sv. Máři Magdalény.

### Manželství a potomstvo

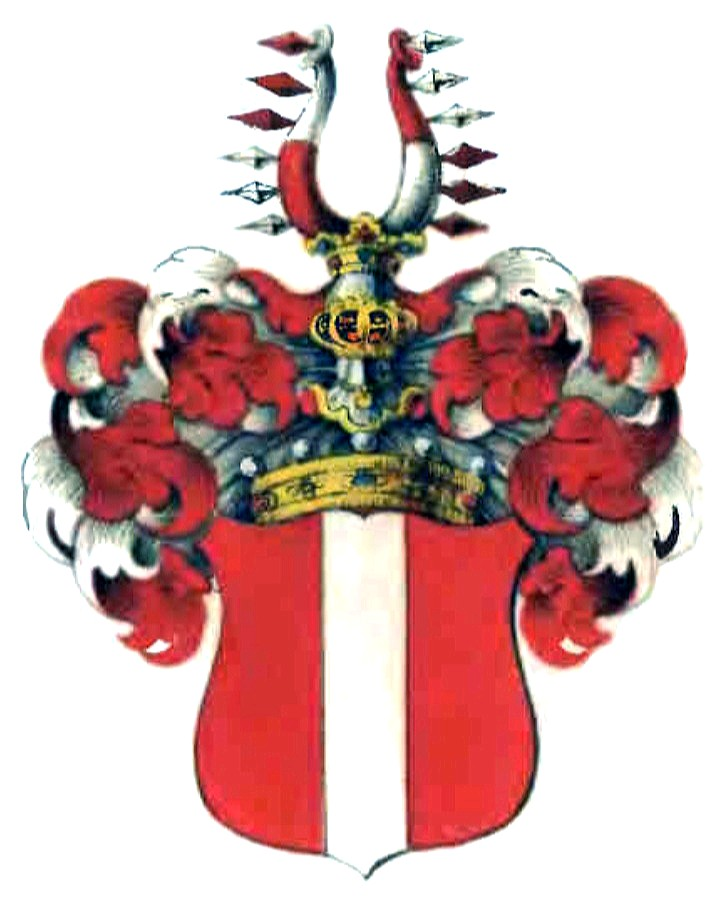
baronský erb Arnošta Matyáše Mitrovského z Nemyšle (+1748)

Arnošt Matyáš byl dvakrát ženatý. S Helenou Konstancií Frey z Freyenfelsu a Marií Terezií Lehotskou z Lehoty (+1759). Jeho manželky mu daly celkem deset potomků: první manželka osm a druhá dvě děti. Tři jeho synové byli povýšeni do hraběcího stavu. Druhorozený syn Jan Nepomuk (1704-1760) z prvního manželství se stal zakladatelem tzv. uherské moravské linie. Čtvrtorozený syn Maxmilián Josef byl pokračovatelem starší moravské hraběcí linie, a syn Jan Křtitel z druhého manželství zakladatelem mladší moravské hraběcí linie.